# Джон Фарнъм
Джон Питър Фарнъм (на английски: John Peter Farnham) е австралийски поп и рок певец от британски произход.

## Биография
Роден е в Дагънхам (Dagenham), графство Голям Лондон, Англия на 1 юли 1949 г. След 10 години семейството су преселва в Австралия и се установява в Мелбърн.
През септември 1986 г. неговият сингъл You're the Voice оглавява първото място в австралийските класации.

## Избрана дискография
- Sadie (1968)
- Everybody Oughta Sing a Song (1968)
- Looking Through a Tear (1970)
- Christmas Is... Johnny Farnham (1970)
- Johnny (1971)
- Johnny Farnham Sings the Shows (1972)
- Hits Magic & Rock 'N Roll (1973)
- J.P. Farnham Sings (1975)
- Uncovered (1980)
- Whispering Jack (1986)
- Age of Reason (1988)
- Chain Reaction (1990)
- Then Again... (1993)
- Romeo's Heart (1996)
- 33⅓ (2000)
- The Last Time (2002)
- I Remember When I Was Young: Songs from the Great Australian Songbook (2005)
- Jack (2010)
- The Acoustic Chapel Sessions (2011)